# Prix Swartz
Pour les articles homonymes, voir Swartz.
Le Prix Swartz de neuroscience théorique et computationnelle (Swartz Prize for Theoretical and Computational Neuroscience) est un prix scientifique décerné par la Society for Neuroscience pris en charge par la Fondation Swartz qui « honore une personne dont les activités ont entraîné une importante contribution cumulative aux modèles théoriques ou des méthodes de calcul dans les neurosciences ou qui a fait une avancée particulièrement remarquable en neurosciences computationnelles ».

## Lauréats
- 2008: Wilfrid Rall (en)
- 2009: Horace Barlow
- 2010: Larry Abbott
- 2011: Haim Sompolinsky (en)
- 2012: John J. Hopfield
- 2013: William Bialek (en)
- 2014: Tomaso Poggio[2]
- 2015: Terry Sejnowski (en)
- 2016: Nancy Kopell
- 2017: Xiao-Jing Wang
- 2022: Ila Fiete[3]